# Marie-Hélène Dozo

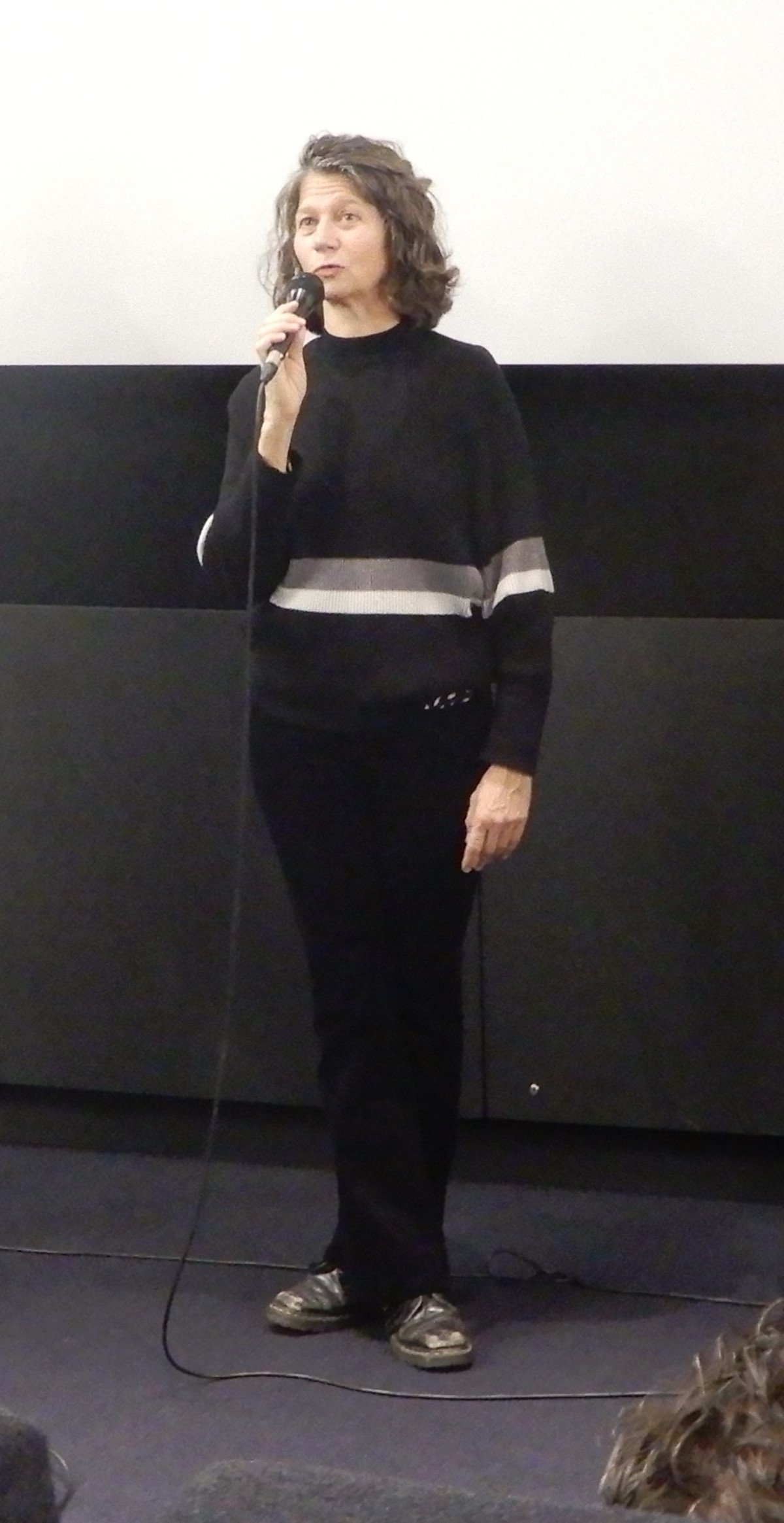
Marie-Hélène Dozo

Marie-Hélène Dozo ist eine belgische Filmeditorin.

## Karriere
Dozos erster Film erschien 1989. Zahlreiche Spielfilme schnitt sie für die Regisseure Jean-Pierre und Luc Dardenne. Für den Film Kinshasa Kids wurde sie 2014 mit dem Filmpreis Magritte für den besten Schnitt geehrt, zuvor war sie bereits zwei Mal nominiert. 2020 folgte eine weitere Nominierung. 2010 wurde sie beim Dubai International Film Festival mit dem Muhr AsiaAfrica Award ausgezeichnet. Ihr Schaffen umfasst mehr als 60 Produktionen.
Im Jahr 2021 war sie als Editorin an drei Wettbewerbsbeiträgen des 74. Filmfestivals von Cannes beteiligt (Lingui, les liens sacrés, Haut et fort und Die Ruhelosen).

## Filmografie (Auswahl)
- 1996: Das Versprechen (La promesse)
- 1999: Rosetta
- 2002: Der Sohn (Le fils)
- 2005: Das Kind (L’enfant)
- 2007: Gene Broadway – Tanz … oder Liebe? (J’aurais voulu être un danseur)
- 2008: Lornas Schweigen (La silence de Lorna)
- 2009: My Queen Karo
- 2010: Das kleine Zimmer (La petite chambre)
- 2011: Der Junge mit dem Fahrrad (Le gamin au vélo)
- 2013: Kinshasa Kids
- 2013: Grigris Glück (Grigris)
- 2014: Zwei Tage, eine Nacht (Deux jours, une nuit)
- 2015: The Diary of a Teenage Girl
- 2015: Zwischen Rausch und Elend (The Other Side)
- 2016: Das unbekannte Mädchen (La fille inconnue)
- 2018: Zwischenstation (Boundaries)
- 2018: What you gonna do when the World’s On Fire?
- 2019: Gott existiert, ihr Name ist Petrunya (Gospod postoi, imeto i’ e Petrunija Господ постои, името ѝ е Петрунија)
- 2019: Young Ahmed (Le jeune Ahmed)
- 2020: Der Mann, der seine Haut verkaufte (The Man Who Sold His Skin)
- 2021: Lingui – Heilige Bande (Lingui, les liens sacrés)
- 2021: Haut et fort
- 2021: Die Ruhelosen (Les intranquilles)
- 2022: Tori et Lokita
- 2024: The Damned
- 2025: Jeunes mères